# Horst Dassler
Horst Dassler, tysk företagsledare, född 12 mars 1936, död 9 april 1987, son till Adolf Dassler.
Horst Dassler var i början av sin karriär chef för Adidas Frankrike som var en av företagets viktigaste delar. Dassler var en av personerna bakom Adidas uppgång till världsföretag från 1960-talet och framåt. Hans inflytande i koncernen grundades sig i Adidas France i med säte i Landersheim som han byggde upp till företagets viktigaste del tillsammans med det tyska moderbolaget. 1973 grundade Dassler Arena som är Adidas märke för simkläder. Horst Dassler tog, tillsammans med modern Käthe Dassler, över Adidas efter sin fars död 1978 och drev firman fram till sin död 1987.
Dassler var även viktig person inom fotbollsvärlden, där Adidas alltid haft en central roll, och hade nära kontakter med Fifa-presidenten João Havelange. Dassler spelade även en viktig roll i Sepp Blatters uppgång inom Fifa från 1980-talet och framåt. Under 1970-talet grundade Horst Dassler International Sport and Leisure (ISL) som blivit en maktfaktor inom fotbollsvärlden som rättighetsinnehavare.